# Geschützter Landschaftsbestandteil Fleyer Bach

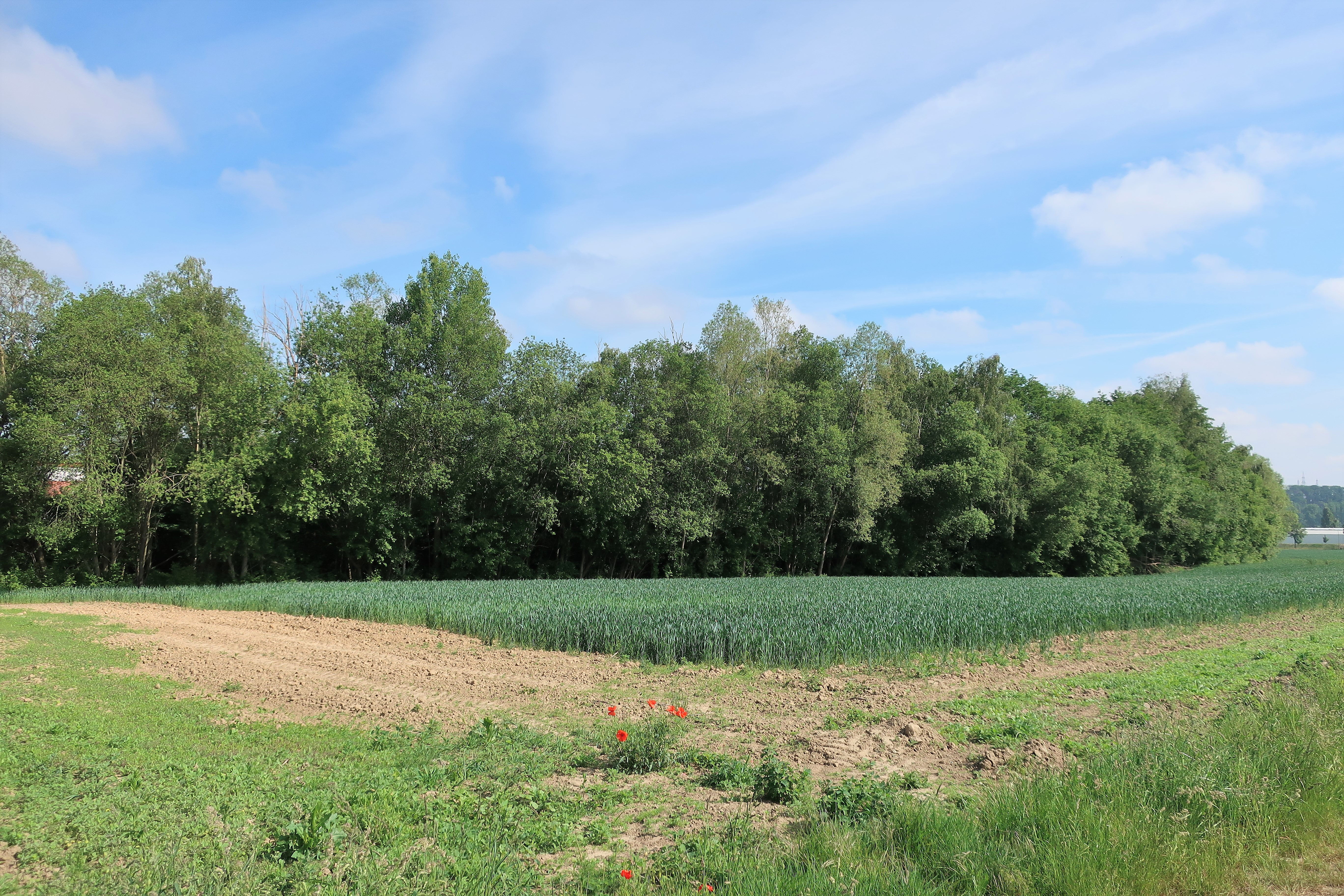
Geschützter Landschaftsbestandteil Fleyer Bach

Der Geschützte Landschaftsbestandteil Fleyer Bach mit einer Flächengröße von 1,95 ha liegt auf dem Gebiet der kreisfreien Stadt Hagen in Nordrhein-Westfalen. Der LB wurde 1994 mit dem Landschaftsplan der Stadt Hagen vom Stadtrat von Hagen ausgewiesen.

## Beschreibung
Beschreibung im Landschaftsplan: „Der Landschaftsbestandteil erstreckt sich östlich von Fley im Anschluß an den Fleyer Wald zwischen Sauerlandstraße und Feldmühlenstraße. Der begradigte Bachlauf wird von einem z.T. sehr alten Weidensaum begleitet, an den sich im Nordosten ein Weidengebüsch anschließt.“

## Schutzzweck
Laut Landschaftsplan erfolgte die Ausweisung „zur Sicherung der Leistungsfähigkeit des Naturhaushalts durch Erhalt und Entwicklung eines wertvollen Vernetzungsbiotops zwischen Fleyer Wald und Lenneaue im Verdichtungsraum um Fley.“